# Cardoen CB-500
CB-500 – chilijska kasetowa bomba lotnicza. Przenosi 240 odłamkowo-przeciwczołgowych podpocisków typu PM-1. Jej następcą jest bomba Cardoen CB-250-K. CB-500 przenoszona jest przez samoloty F-5 Freedom Fighter, Mirage 5, Mirage 50 i A-36 Halcon.